# The Glorias
The Glorias és una pel·lícula dramàtica biogràfica nord-americana del 2020 dirigida i produïda per Julie Taymor, a partir d'un guió d'ella mateixa i Sarah Ruhl. El film està basada en My Life on the Road de Gloria Steinem, que està representada per quatre actrius de la pel·lícula que retraten la seva vida en diferents edats. És protagonitzada per Julianne Moore com a Steinem, amb Alicia Vikander interpretant un Steinem més jove, de 20 a 40 anys, Lulu Wilson interpretant un Steinem adolescent i Ryan Kiera Armstrong com Steinem quan era petita. El repartiment també inclou Lorraine Toussaint, Janelle Monáe i Bette Midler.
The Glorias es va estrenar al Festival de Cinema de Sundance el 26 de gener de 2020 i es va estrenar el 30 de setembre de 2020 per Roadside Attractions i LD Entertainment. Ha estat doblada i subtitulada al català.

## Repartiment
- Julianne Moore com a Gloria Steinem
  - Alicia Vikander com a Gloria Steinem de jove (20–40 anys)
  - Lulu Wilson com a Gloria Steinem d'adolecent
  - Ryan Kiera Armstrong com a Gloria Steinem de nena
- Bette Midler com a Bella Abzug
- Janelle Monáe com a Dorothy Pitman Hughes
- Timothy Hutton com a Leo Steinem
- Lorraine Toussaint com a Florynce Kennedy
- Enid Graham com a Ruth
- Kimberly Guerrero com a Wilma Mankiller
- Monica Sanchez com a Dolores Huerta
- Margo Moorer com a Barbara Jordan